# يوتو هيراتسوكا
يوتو هيراتسوكا (باليابانية: 平塚 悠知) (مواليد 13 أبريل 1996) هو لاعب كرة قدم ياباني.

## وصلات خارجية
- يوتو هيراتسوكا على موقع رابطة كرة القدم اليابانية للمحترفين (اليابانية)
- يوتو هيراتسوكا على موقع قاعدة بيانات كرة القدم.إي يو (الإنجليزية)
- يوتو هيراتسوكا على موقع Soccerway.com (الإنجليزية)
- يوتو هيراتسوكا على موقع عالم كرة القدم.نت (الإنجليزية)